# Mitrofan Potapow
Mitrofan Iwanowicz Potapow, ros. Митрофан Иванович Потапов (ur. 4 czerwca?/17 czerwca 1901 w Małej Słobodzie w guberni kurskiego, zm. 30 sierpnia 1961) – Rosjanin, generał major Armii Radzieckiej.

## Życiorys
W 1917 skończył szkołę średnią, potem pracował w gospodarstwie rodziców. W marcu 1920 powołany do Armii Czerwonej i jako podoficer walczył w wojnie z Polską, gdzie był lekko ranny. Od 1923 dowódca plutonu, od 1931 dowódca kompanii, od marca 1932 szef sztabu batalionu piechoty, następnie szef sztabu pułku piechoty. Od października 1934 komendant wojskowy miasta Dzierżyńsk. Od grudnia 1937 szef sztabu 11 Dywizji Piechoty Armii Czerwonej. W 1939 ukończył Akademię Wojskową im. Frunzego w Moskwie. Jako szef sztabu korpusu piechoty brał udział w wojnie z Finlandią w latach 1939–1940. Od lutego 1940 komendant oficerskiej szkoły piechoty. W czasie wojny z Niemcami dowodził 272 Dywizją Piechoty (10 lipca – 22 września 1941) i 25 Dywizją Piechoty (3 kwietnia 1943 – 7 stycznia 1944). Kontuzjowany podczas walk. W lipcu 1946 roku awansował na generała majora. Był kawalerem Orderu Virtuti Militari. Został wyróżniony przez marszałka ZSRR K. Rokossowskiego dwiema nagrodami rzeczowymi – dubeltówką i złotym zegarkiem.
30 marca 1951 przyjęty został do Wojska Polskiego i wyznaczony na stanowisko szefa sztabu Krakowskiego Okręgu Wojskowego w Krakowie. W następnym roku mianowany został zastępcą dowódcy Krakowskiego Okręgu Wojskowego do spraw liniowych. 16 grudnia 1952 roku zwolniony został ze służby w WP i powrócił do ZSRR.

## Odznaczenia
- Order Lenina
- Order Czerwonego Sztandaru (trzykrotnie)
- Order Wojny Ojczyźnianej I stopnia
- Order Suworowa II stopnia
- Medal „Za zwycięstwo nad Niemcami w Wielkiej Wojnie Ojczyźnianej 1941–1945”
- Medal jubileuszowy „XX lat Robotniczo-Chłopskiej Armii Czerwonej”
- Medal jubileuszowy „30 lat Armii Radzieckiej i Floty”
- Krzyż Srebrny Orderu Virtuti Militari